# Габриеле Ферцети
Габриеле Ферцети (на италиански: Gabriele Ferzetti) е италиански актьор.

## Биография
От ранна възраст се интересува от театъра. 17-годишен е приет в Академията за драматично изкуство „Силвио д'Амико“, след което играе в театъра (особено в постановки на пиеси на Луиджи Пирандело и Тенеси Уилямс). През 1953 година се появява като партньор на Джина Лолобриджида във филма на Марио Солдати „Провинциалистката“ – за тази роля получава престижната италианска филмова награда „Сребърна лента“.
Скоро след това Ферцети се запознава с Микеланджело Антониони, който му дава главните роли в два от филмите си: „Приятелките“ (1955) и „Приключението“ (1960). Ферцети носи нов тип в италианското кино на неореализма – неговите елегантни и аристократични герои заменят безразсъдния мачо от периода на Италианското икономическо чудо. По-късно е избран за различни роли във филми на различни режисьори, жанрове и страни: „Три стаи в Манхатън“ на Марсел Карне (1965), „Всекиму своето“ на Елио Петри (1967, за този филм получава втората „Сребърна лента“ „Имало едно време на Запад“ на Серджо Леоне (1968), „От тайната служба на негово величество“ на Питър Хънт (1969), „Нощният портиер“ (1974) на Лиляна Кавани. Общо Габриеле Ферцети играе роли в повече от 100 филма.

## Личен живот
Първият му брак е с актрисата Мария Грация Еминенте. От втория си брак с Клаудия Вердини има дъщеря Анна, също актриса (която участва в телевизионния сериал „Una mamma imperfetta“) и партньорка на актьора Пиерфранческо Фавино, от когото има две дъщери. Има сестра Марилиза Ферцети, съпруга на актьора Пино Карузо.

## Избрана филмография
| Година | Филм                      | Оригинално заглавие          | Роля          | Режисьор               |
| ------ | ------------------------- | ---------------------------- | ------------- | ---------------------- |
| 1960   | Приключението             | L'Avventura                  | Сандро        | Микеланджело Антониони |
| 1968   | Имало едно време на Запад | Once Upon a Time in the West | Мистър Мортън | Серджо Леоне           |